# Iphiaulax immsii
Iphiaulax immsii är en stekelart som beskrevs av Cameron 1913. Iphiaulax immsii ingår i släktet Iphiaulax och familjen bracksteklar. Inga underarter finns listade i Catalogue of Life.